# Дульзон, Альфред Андреевич
Альфре́д Андре́евич Дульзо́н (31 июля 1937 — 18 июня 2019) — советский и российский учёный в области энергетики. Доктор технических наук, профессор, заслуженный деятель науки Российской Федерации (2000).

## Биография
Родился в семье А. П. Дульзона, известного советского лингвиста. В октябре 1941 года всю семью профессора А. П. Дульзона как этнических немцев депортировали в Томск, где они впятером жили в одной проходной комнате без удобств.
В 1960 году А. А. Дульзон окончил с отличием Томский политехнический институт (ТПИ, позже ТПУ) по специальности «электрические станции и сети».
В 1967—1974 годах — заведующий кафедрой техники высоких напряжений ТПИ.
В 1974—1992 годах — заместитель директора, а в 1992—1993 гг. — директор НИИ высоких напряжений (НИИ ВН) при ТПИ.
В 1993—2001 годах — первый проректор ТПУ.
В последние годы жизни — профессор кафедры международного менеджмента ТПУ, руководитель представительства ТПУ при университете Карлсруэ (Германия).
А. А. Дульзон — неоднократный участник культурно-образовательных десантов в отдалённые районы области, преследующих научно-исследовательские, культурные и медицинские цели, проводимых совместно Томским областным Российско-немецким домом, Департаментом по культуре и туризму Томской области, Национально-культурной автономией немцев Томской области и Международным союзом немецкой культуры. В ходе этих десантов А. А. Дульзон читал лекции об истории российских немцев.
31 октября 2015 года А. А. Дульзон избран членом совета Национально-культурной автономии немцев Томской области.

## Научная деятельность
Направления научной деятельности:
1.	Управление человеческими ресурсами
- Разработка моделей компетенций работников
- Разработка методики оценки эффективности труда работников умственного труда
- Время как ресурс и пути повышения эффективности его использования
- Мотивация персонала

2.	Проблемы прикладной этики высшего образования
3.	Управление проектами
Научная деятельность А. А. Дульзона была связана с исследованиями и разработками в области созданной в ТПУ технологии электроимпульсного разрушения твёрдых тел, с разработкой высоковольтных импульсных устройств оборонного назначения, а также с исследованиями в области грозовой деятельности, физики разряда молнии и молниезащиты энергетических объектов. На посту заместителя директора НИИ ВН он руководил проектами по созданию буровых установок для бурения скважин большого диаметра (до 1 метра и более) с помощью импульсных электрических разрядов, установок по разрушению композитных материалов, проектами, связанными с созданием имитаторов электромагнитного излучения ядерного взрыва, а также с созданием электромагнитного оружия.
А. А. Дульзоном была организована лаборатория молниезащиты, которой он руководил в течение 20 лет. За это время коллектив лаборатории провёл многолетние полевые измерения интенсивности грозовой деятельности с помощью сети разработанных в лаборатории счётчиков молний, создал нормативные карты грозовой деятельности для большинства энергосистем Западной Сибири и Казахстана. Благодаря детальному анализу надёжности молниезащиты линий электропередачи 6-500 кВ ряда энергосистем Сибири и Казахстана удалось не только уточнить действие ряда факторов, влияющих на надёжность линий, но и предложить конкретные мероприятия по её повышению.
В последние годы А. А. Дульзон переключился на изучение вопросов управления высшим образованием, проблем прикладной этики и управления персоналом.

## Награды
- Орден Почёта (1996)
- Медаль «В ознаменование 100-летия со дня рождения Владимира Ильича Ленина» (1970)
- Медаль «Ветеран труда» (1987)
- Почётное звание «Заслуженный деятель науки Российской Федерации» (2000) — за заслуги в подготовке высококвалифицированных специалистов, научной деятельности и в связи со 100-летием Томского политехнического университета[5]
- Лауреат премии имени Академика В. Н. Хрущёва (1979)
- Лауреат премии Томской области в сфере образования и науки 2005 года
- Серебряная медаль ВДНХ (1977)
- Серебряная медаль ТПУ (1996)
- Медаль «Международный человек года» (Кембридж, 2001)
- Юбилейная медаль «400 лет г. Томску» (2004)
- Юбилейная медаль «100 лет профсоюзам России» (2005)
- Юбилейная медаль «70 лет Томской области» (2014)
- Знак «Отличник энергетики и электрификации СССР» (1970)
- Знак «Отличник высшей школы СССР» (1986)
- Знаки «Изобретатель СССР», «Ударник 10-й пятилетки», «Ударник 11-й пятилетки»
- Знаки «Победитель социалистического соревнования» 1975, 1977 и 1979 годы
- Звание «Заслуженный профессор ТПУ»

## Публикации
- Дульзон А. А.  Принципы действия и расчёт защиты генератора от внешних и внутренних междуфазных коротких замыканий с помощью дифференциальных трансформаторов тока. Часть I. Схема совмещённой защиты генераторов от внешних и внутренних междуфазных коротких замыканий // Известия Томского политехнич. ин-та. — 1966. — Т. 149. — С. 88—94.
- Дульзон А. А.  Принципы действия и расчёт защиты генератора от внешних и внутренних междуфазных коротких замыканий с помощью дифференциальных трансформаторов тока. Часть II. Расчёт дифференциального трансформатора тока с двумя отдельными вторичными обмотками // Известия Томского политехнич. ин-та. — 1966. — Т. 149. — С. 95—109.
- Дульзон А. А.  Проблемы управленческого учёта в  вузе // Известия Томского политехнич. ин-та. — 2006. — Т. 309, № 3. — С. 185—189.
- Дульзон А. А., Васильева О. М.  Модель компетенций преподавателя вуза // Университетское управление: практика и анализ. — 2009. — № 2. — С. 29—37.
- Дульзон А. А.  Время как основной ресурс работников умственного труда // Университетское управление: практика и анализ. — 2010. — № 2. — С. 46—50.
- Дульзон А. А.  Опыт проблемно-ориентированного и проектно-организованного обучения // Высшее образование в России. — 2010. — № 10. — С. 42—48.
- Дульзон А. А., Вольф Э. Л.  Немцы России: незавершённая реабилитация // Социологические исследования. — 2013. — № 3. — С. 37—48.